# Anoura fistulata
Anoura fistulata är en däggdjursart som beskrevs av N. Muchhala,  P. Mena-Valenzuela och Luis V. Albuja, 2005. Arten ingår i släktet Anoura, och fladdermusfamiljen bladnäsor. IUCN kategoriserar arten globalt som föremål för kunskapsbrist.

## Utbredning
Anoura fistulata är en sydamerikansk art som förekommer i de ecuadorianska Anderna och i av Kordiljärerna på höjder av 1300 – 2275 meter över havet i företrädesvis molnskog (Muchhala, Mena-Valenzuela och Luis V. Albuja, 2005).
Fladdermusen livnär sig av nektar och pollen.